# 舊尼日比羅克
49°8′25″N 26°3′11″E / 49.14028°N 26.05306°E
舊尼日比羅克（烏克蘭語：Старий Нижбірок）是位於烏克蘭西部特諾皮爾州裏喬爾特基夫區的村莊，處於泰納河畔，分別距離尼日比羅克、采利伊夫0.5公里和薩莫盧斯基夫齊4.5公里，始建於1625年，面積2.26平方公里，2001年人口990。